# ТВ Глобо
„ТВ Глобо“ (на португалски: TV Globo) е бразилска телевизионна мрежа, създадена през 1965 г. Тя е притежание на Групо Глобо, основана от журналиста Роберту Мариню.
Тя е основната и същевременно най-голямата телевизионна станция в Бразилия, най-голямата тв мрежа за забавление в цяла Латинска Америка, и третият по големина търговски оператор в света. Нейните основни седалища се намират в градовете Рио де Жанейро и Сао Пауло.

## Телевизионни програми

### Новини и актуални събития
- Jornal Nacional
- Jornal da Globo
- Bom Dia Brasil
- Jornal Hoje
- Fantástico

### Токшоута
- Mais Você
- Encontro com Patrícia Poeta

### Реалити предавания
- Big Brother Brasil

### Естрадни предавания
- É de Casa
- Caldeirão com Mion
- Altas Horas
- Domingão com Huck

### Теленовели
- Вж. Списък с теленовелите на ТВ Глобо